# Florian Fricke
Florian Fricke (Lindau, 23 febbraio 1944 – Monaco di Baviera, 29 dicembre 2001) è stato un musicista tedesco.
È noto, principalmente, per essere stato tastierista, compositore e unico membro fisso della rock band tedesca Popol Vuh.

## Biografia
Nacque il 23 febbraio 1944 a Lindau. Sin dall'infanzia si dilettò con la musica, studiando, in seguito, pianoforte, composizione e direzione d'orchestra presso il Conservatorio di Friburgo prima, e quello di Monaco poi. Proprio a Monaco conobbe la musica alternativa, come il free jazz, alla quale si appassionò. Coltivò, anche, l'interesse per il cinema, girando qualche cortometraggio, divenendo, poi, critico cinematografico, nonché musicale, per alcuni giornali tedeschi e svizzeri.
Nel 1967, conobbe il regista Werner Herzog, per il quale recitò nel film d'esordio Segni di vita, e per i cui film, in seguito, scrisse diverse colonne sonore.In questo periodo, Fricke si avvicinò, anche, alla musica elettronica, esplorando le potenzialità delle nuove tecnologie: fu uno dei primi musicisti a utilizzare un sintetizzatore Moog. Nel 1970, fondò, insieme a Frank Fielder e a Holger Truelsch, i Popol Vuh, pubblicando, nello stesso anno, il primo album Affenstunde. I Popol Vuh furono una band molto prolifica, producendo 22 album e diverse raccolte, oltre, appunto, a diverse colonne sonore.
Parallelamente all'attività di musicista, si cimentò nello studio della musicoterapia, mettendo a punto una propria forma terapeutica, chiamata Das Alphabet des Körpers. Nel 1983, pubblicò come solista Die Erde und ich sind Eins e, nel 1992, Florian Fricke Spielt Mozart, in cui reinterpretava al piano alcuni componimenti di Mozart. Fricke morì per infarto, il 29 dicembre del 2001.

## Discografia

### Con i Popol Vuh
- 1970 - Affenstunde (Liberty Records)
- 1971 - In den Gärten Pharaos (Pilz)
- 1972 - Hosianna Mantra (Pilz)
- 1973 - Seligpreisung (Kosmische Musik)
- 1974 - Einsjäger und Siebenjäger (Kosmische Musik)
- 1975 - Das Hohelied Salomos (United Artists)
- 1975 - Aguirre (Cosmic Music), (PDU)
- 1976 - Letzte Tage, Letzte Nächte (United Artists)
- 1977 - Coeur de Verre (EGG)
- 1977 - Herz aus Glass (Brain Metronome)
- 1978 - Brüder des Schattens - Söhne des Lichts (Brain Metronome)
- 1979 – Nosferatu – Fantôme de la nuit (EGG)
- 1979 - Die Nacht der Seele (Brain Metronome), (PDU)
- 1981 - Sei still, wisse ICH BIN (Innovative Communication)
- 1983 - Agape Agape Love Love (Uniton), (Base Records)
- 1985 - Spirit of Peace (Cicada), (Base Records)
- 1987 - Cobra Verde (Milan Music)
- 1991 - For You and Me (Milan Music)
- 1995 - City Raga (Milan Music)
- 1977 - Shepherd's Symphony (Mystic Records)
- 1999 - Messa di Orfeo (Spalax Music)

### Solista
- 1983 - Die Erde und ich sind Eins (Lorck/Teldec)
- 1992 - Florian Fricke Spielt Mozart (Bell Art Classics)